# Morales, Bolívar
Morales är en ort i Colombia.   Den ligger i departementet Bolívar, i den norra delen av landet, 400 km norr om huvudstaden Bogotá. Morales ligger 42 meter över havet och antalet invånare är 20 375. Den ligger vid sjöarna  Ciénaga Procesión Ciénaga Betumen och Ciénaga Coroncoro.
Terrängen runt Morales är platt österut, men västerut är den kuperad. Terrängen runt Morales sluttar österut. Runt Morales är det glesbefolkat, med 8 invånare per kvadratkilometer. Morales är det största samhället i trakten. Omgivningarna runt Morales är en mosaik av jordbruksmark och naturlig växtlighet.